# 滕斯貝格灣
滕斯貝格灣（英語：Tønsberg Cove），是南極洲的海灣，位於南奧克尼群島的科羅內申島北岸，由挪威捕鯨者繪入地圖，該海灣現時由南極條約體系管理。